# Liste der Bodendenkmäler in Haar (bei München)
Auf dieser Seite sind die Bodendenkmäler in der oberbayerischen Gemeinde Haar zusammengestellt. Diese Tabelle ist eine Teilliste der Liste der Bodendenkmäler in Bayern. Grundlage ist die Bayerische Denkmalliste, die auf Basis des Bayerischen Denkmalschutzgesetzes vom 1. Oktober 1973 erstmals erstellt wurde und seither durch das Bayerische Landesamt für Denkmalpflege geführt wird. Die folgenden Angaben ersetzen nicht die rechtsverbindliche Auskunft der Denkmalschutzbehörde.

## Bodendenkmäler in Haar
| Lage                               | Objekt | Akten-Nr.     | Bild           |
| ---------------------------------- | --- | ------------- | -------------- |
| (Standort)                         | Körpergräber vor- und frühgeschichtlicher Zeitstellung. | D-1-7836-0188 |                |
| (Standort)                         | Bestattungsplatz mit Kreisgräben vorgeschichtlicher Zeitstellung. | D-1-7836-0189 |                |
| (Standort)                         | Bestattungsplatz mit Kreisgräben vorgeschichtlicher Zeitstellung. | D-1-7836-0190 |                |
| (Standort)                         | Siedlung vor- und frühgeschichtlicher Zeitstellung. | D-1-7836-0191 |                |
| (Standort)                         | Siedlung vor- und frühgeschichtlicher Zeitstellung. | D-1-7836-0193 |                |
| (Standort)                         | Siedlung vor- und frühgeschichtlicher Zeitstellung. | D-1-7836-0194 |                |
| (Standort)                         | Siedlung vor- und frühgeschichtlicher Zeitstellung. | D-1-7836-0195 |                |
| (Standort)                         | Siedlung vor- und frühgeschichtlicher Zeitstellung. | D-1-7836-0196 |                |
| (Standort)                         | Siedlung der Urnenfelderzeit sowie Bestattungsplatz mit Kreisgräben vor- und frühgeschichtlicher Zeitstellung. | D-1-7836-0197 |                |
| (Standort)                         | Siedlung vorgeschichtlicher Zeitstellung, u. a. der Bronzezeit und der Hallstattzeit, Brandgräber und verebnete Grabhügel mit Bestattungen der Hallstattzeit sowie Körpergräber der frühen und mittleren Latènezeit. | D-1-7836-0215 |                |
| Kirchenstraße 5 (Standort)         | Untertägige mittelalterliche und frühneuzeitliche Befunde im Bereich der katholischen Kirche St. Nikolaus in Haar.                                                                                                   | D-1-7836-0504 | weitere Bilder |
| Johann-Karg-Straße 10 (Standort)   | Untertägige mittelalterliche und frühneuzeitliche Befunde im Bereich der katholischen Filialkirche Mariä Himmelfahrt in Salmdorf und ihres Vorgängerbaus.                                                            | D-1-7836-0506 | weitere Bilder |
| Feldkirchener Straße 31 (Standort) | Untertägige mittelalterliche und frühneuzeitliche Befunde im Bereich der katholischen Pfarrkirche St. Martin in Ottendichl und ihres Vorgängerbaus.                                                                  | D-1-7836-0509 | weitere Bilder |
| Lorenz-Huber-Straße 1 (Standort)   | Untertägige mittelalterliche und frühneuzeitliche Befunde im Bereich der katholischen Filialkirche Heilig Kreuz in Gronsdorf und Vorgängerbauten.                                                                    | D-1-7836-0511 | weitere Bilder |
| (Standort)                         | Kreisgräben und Siedlung vorgeschichtlicher Zeitstellung. | D-1-7836-0559 |                |